# Рокосово (Великопольское воеводство)
Рокосо́во (пол. Rokosowo) — деревня в Польше, расположенная в Великопольском воеводстве, Гостыньском повяте, гмине Понец.

## История
Шляхетская деревня Рокоссово была основана в 1580 году в Костянском повяте Познанского воеводства.
В период Великого княжества Познанского (1815—1848) населённый пункт был частью более крупных деревень бывшего Кробского повята административного округа Позен. Рокосово входило в состав Кробского округа данного повята и представляло собой отдельное имение, владельцем которого в то время (1846) являлся Юзеф Мыцельский. Согласно данным официальной переписи 1837 года в деревне проживал 291 житель в 35 домовладениях. В состав имения Рокосова так же входила деревня Бончиляс.
От названия деревни происходит фамилия рода Рокоссовских, представителем которого являлся маршал СССР и Польши Константин Рокоссовский.
Рыцарская мыза Рокоссово, собственность князя Зигмунда Чарторыйского, в 1909 году располагалась в Гостыньском повяте административного округа Позен в Великом княжестве Познанском.
В 1975—1998 годах населённый пункт располагался в Лешненском воеводстве.

## Достопримечательности

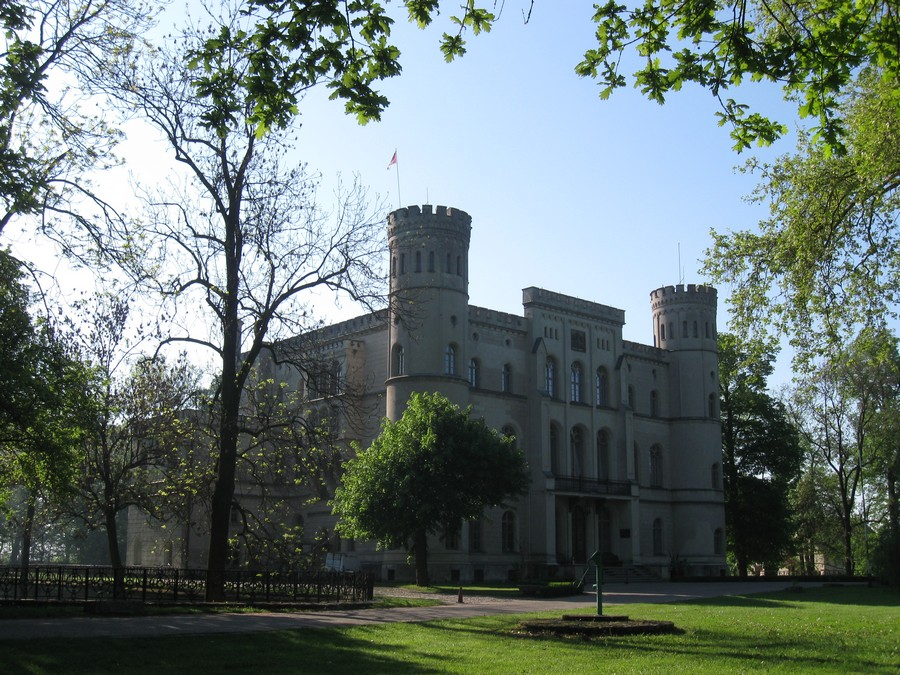
Дворец в Рокосово

- В деревне расположен Дворец Мыцельских, построенный в стиле романтической неоготики по проекту Фридриха Августа Штюлера в 1849—1854 годах. Дворец был перестроен около 1900 года и отреставрирован в 1984—1986 годах. По углам главного фасада возвышаются массивные башни, а сам дворец окружён частично высохшим рвом. На тыльной стороне дворца находится зимний сад. Общая площадь прилегающей территории 3,2 Га. Дворец выполняет роль Центра европейской интеграции и относится к Великопольскому воеводству[6].
- старинная перегоночная,
- усадебные постройки,
- платаны (увядающие) 410 и 490 см в обхвате, а также липа 340 см в обхвате,
- дом садовника 1901 года (№ 45),
- жилые постройки 1862—1864 годов,
- По пути к деревне Кажец произрастает аллея старинных каштанов длиной 1,4 км.
- В долине Копаницы, около 2 км севернее Рокосово, сохранился курганно-палисадный замок в диаметре около 100 метров и высотой 5 метров. Во времена средневековья над ним возвышалась деревянная рыцарская башня.